# أبلق كردي
أبلق كردي (الاسم العلمي: Oenanthe xanthoprymna) (بالإنجليزية: Kurdish Wheatear)‏ هو نوع من الطيور يتبع جنس الأبلق من فصيلة صائدات الذباب.